# السلع (ابوظبی)
السلع (به عربی: السلع) یک منطقهٔ مسکونی در امارات متحده عربی است که در ابوظبی واقع شده‌است. السلع ۷٬۹۰۰ نفر جمعیت دارد.